# كابيلدو (تشيلي)
كابيلدو (بالإسبانية: Cabildo, Chile)‏ هي بلدية تقع في تشيلي في Petorca Province. يقدر عدد سكانها بـ 19,315 نسمة ومساحتها 1,455.3 كم2 وترتفع عن سطح البحر 176 متر.